# Arthur Oróbio de Castro
Arthur Oróbio de Castro   (Amsterdam, 3 de juny de 1882 - Amsterdam, 29 de maig de 1947) era un violinista holandès.
Era fill del metge Samuel Oróbio de Castro i d'Esther Henriques de Castro, el violoncel·lista Max Oróbio de Castro era el seu germà. Ell mateix estava casat amb Jacoba Louisa van Loenen Martinet. Son Arthur Oróbio de Castro (Arthur Caesar Johannes Sebastian Christian Maximilian, 1909-1997) va esdevenir director del cor (inclòs el Residentie Women's Choir) i el 1988 va rebre un premi francès (Société Académie d'Education et d'Encouragement) per això.
Va rebre la seva formació de la mà de Joseph Cramer i Bram Eldering al Conservatori d'Amsterdam. També va rebre classes de piano de Jean-Baptiste de Pauw. Els estudis de seguiment van tenir lloc a Berlín amb Joseph Joachim, a París amb M. Hayot i a Praga amb Otakar Ševčík. Es va convertir en violinista amb orquestres de Berlín (Mozart Orchestra), Duisburg i també amb l'Orquestra Filharmònica de Rotterdam.
També va ser professor de violí als conservatoris de La Haia i Rotterdam. Els violinistes Henk Citroen i Davina van Wely van ser els seus deixebles més coneguts.
Va morir vivint a La Haia o, a Amsterdam.